# Jay (Familienname)
Jay ist ein englischer sowie ein französischer Familienname. 

## Namensträger

### Familienname
- Allan Jay (1931–2023), britischer Fechter
- Antoine Jay (1770–1854), französischer Schriftsteller, Jurist und Publizist
- Antony Jay (1930–2016), britischer Drehbuchautor
- Bailey Jay (* 1988), US-amerikanische Pornodarstellerin
- Charles Jay (1911–1988), französischer Komponist
- Charlotte Jay (Geraldine Halls; 1919–1996), australische Schriftstellerin
- Darren Jay, Musikproduzent und DJ
- David Jay (* 1982), US-amerikanischer asexueller Aktivist
- Douglas Jay, Baron Jay (1907–1996), britischer Politiker
- Erron Jay (* 1980), US-amerikanischer Schauspieler
- Fred Jay (1914–1988), österreichischer Liedertexter
- Friedrich Jay (1863–1942), deutscher Bankier
- Friedrich Adolph Jay (1791–1867), deutscher Kaufmann und Abgeordneter
- Georgia Jay, britisch-US-amerikanische Schauspielerin
- Jam Master Jay (1965–2002), US-amerikanischer DJ
- John Jay (1745–1829), US-amerikanischer Politiker und Jurist
- John Clarkson Jay (1808–1891), US-amerikanischer Arzt und Conchologe
- Johnny Jay (John J. Huhta; * 1934), US-amerikanischer Rockabilly-Musiker
- Joshua Jay (* 1981), US-amerikanischer Zauberkünstler
- Karla Jay (* 1947), US-amerikanische Hochschullehrerin und Anglistin
- Laura Jay (* 1980), deutsche Künstlerin, Fotografin und Buchherstellerin
- Margaret Jay, Baroness Jay of Paddington (* 1939), britische Journalistin und Politikerin
- Marie Jay Marchand-Arvier (* 1985), französische Skirennläuferin
- Marie-Louise Jaÿ (1838–1925), französische Unternehmerin, Mäzenin und Kunstsammlerin
- Martin Jay (* 1944), US-amerikanischer Historiker und Hochschullehrer
- Mary Rutherfurd Jay (1872–1953), US-amerikanische Landschaftsarchitektin
- Meg Jay, US-amerikanische Psychologin
- Michael Jay, Baron Jay of Ewelme (* 1946), britischer Diplomat
- Peter Augustus Jay (Diplomat) (1877–1933), US-amerikanischer Diplomat und Botschafter
- Renaud Jay (* 1991), französischer Skilangläufer
- Ricky Jay (1946–2018), US-amerikanischer Zauberkünstler, Schauspieler und Autor
- Ruby Jay (* 2004), US-amerikanische Schauspielerin, Produzentin und Sprecherin
- Sara Jay (* 1977), US-amerikanische Pornodarstellerin und Pornoregisseurin
- Simone Jay (* 1960), US-amerikanische Sängerin
- Tony Jay (1933–2006), britisch-US-amerikanischer Schauspieler und Synchronsprecher
- Vincent Jay (* 1985), französischer Biathlet

### Künstlername
- Jay (1911–2014), deutsch-britische Fotografin, Publizistin und Kunstsammlerin, alias Elsbeth Juda
- Jay (* 1943), Betreiber des Weblogs SILVAE, alias Jens-Peter Becker
- Jay-Z (* 1969), US-amerikanischer Rap-Musiker